# Цзінаньський метрополітен
Цзінаньський метрополітен (кит.: 济南地铁) — лінія метрополітену в місті Цзінань, провінція Шаньдун, КНР. В системі використовується стандартна ширина колії та живлення потягів від повітряної контактної мережі.

## Історія
Будівництво метрополітену розпочалося в місті наприкінці грудня 2013 року. Початкова дільниця переважно естакадної першої лінії офіційно була відкрита 1 квітня 2019 року, хоча в тестовому режимі потяги курсували з 1 січня.

## Лінії
| №   | Дата відкриття | Останнє продовження | Кількість станцій | Кінцеві станції        | Довжина в км | Кількість підземних станцій |
| --- | -------------- | ------------------- | ----------------- | ---------------------- | ------------ | --------------------------- |
| (1) | 1 квітня 2019  | —                   | 11                | «Fangte»—"Gongyanyuan" | 26,3         | 4                           |

## Розвиток
На початок літа 2019 року в місті будується ще 2 лінії, відкрити які планують до кінця 2021 року.
- Лінія 2 довжиною приблизно 36 км складатиметься з 19 станцій.
- Лінія 3 довжиною приблизно 21,5 км складатиметься з 13 станцій.

## Галерея

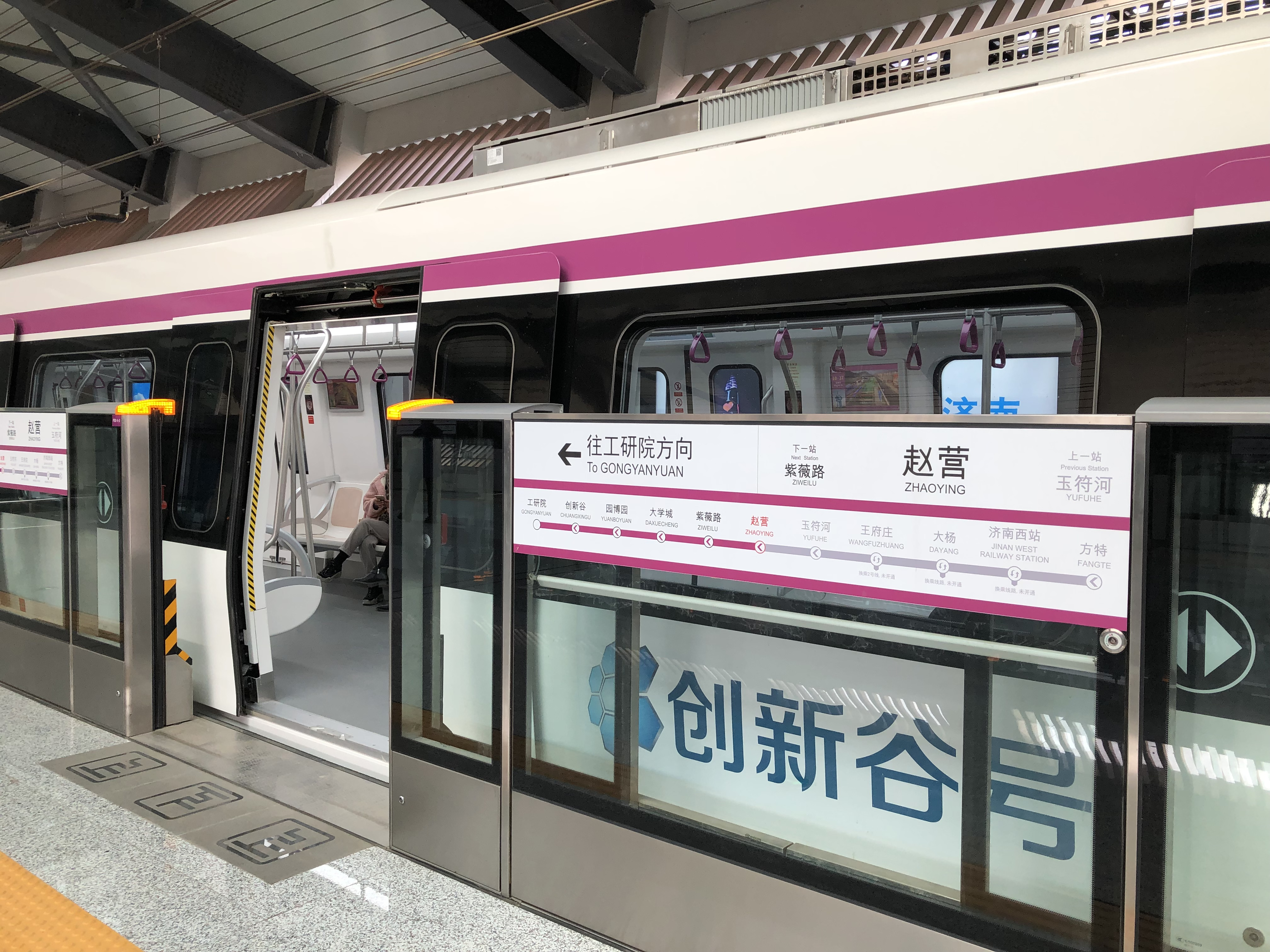
Потяг на станції «Zhaoying»
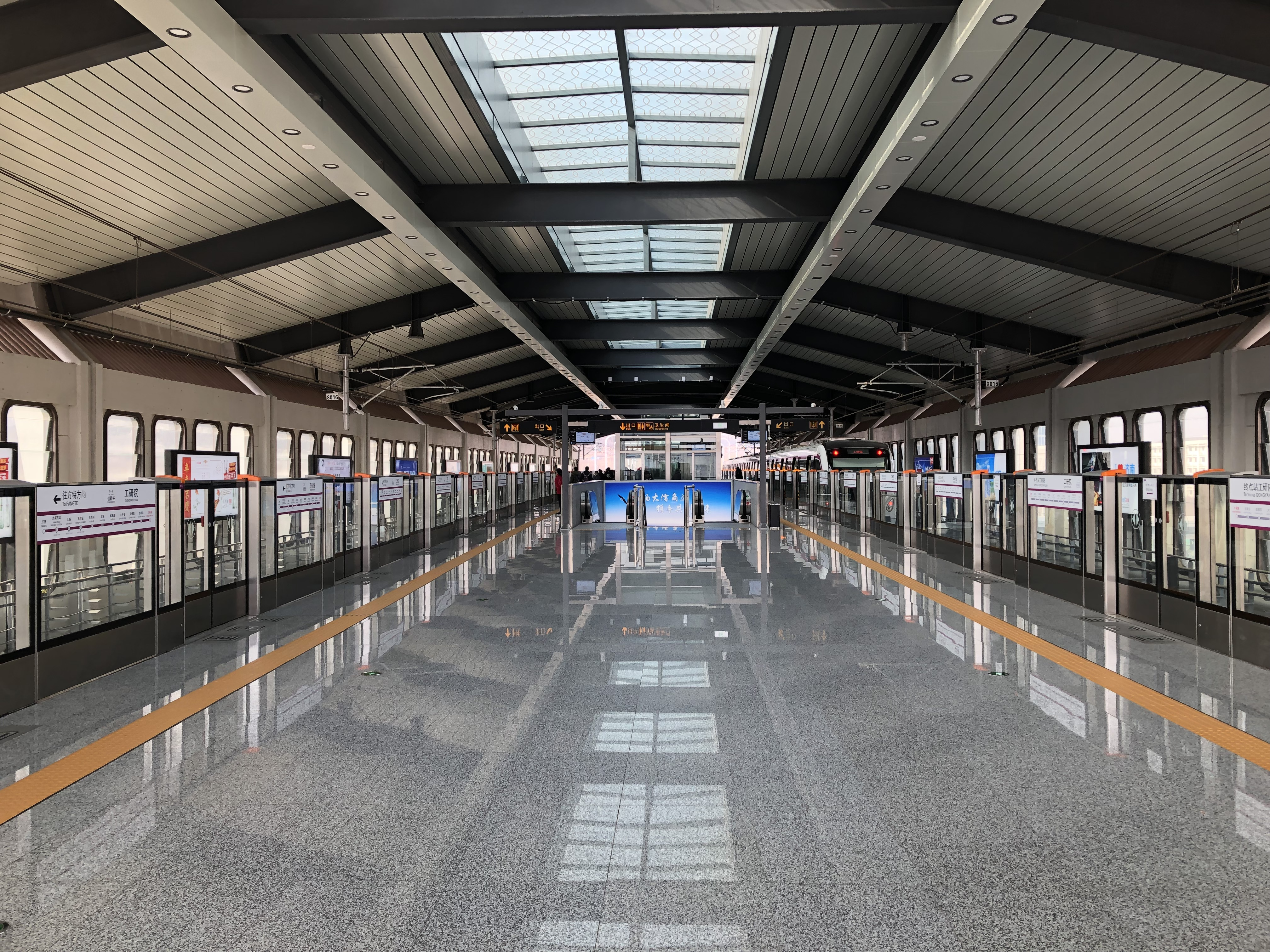
Платформа естакадної станції «Gongyanyuan»
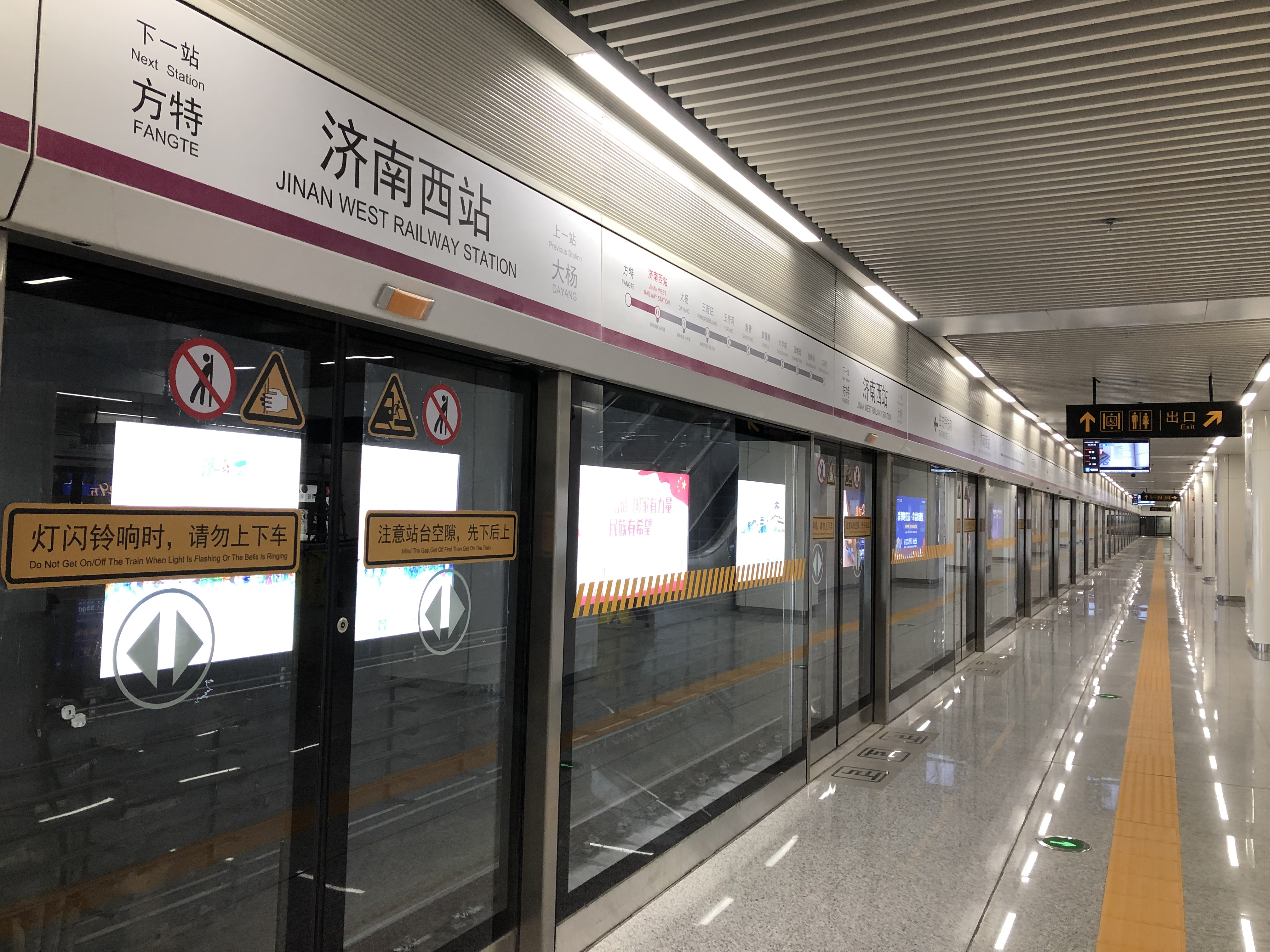
Платформа підземної станції «Jinan West Railway Station»
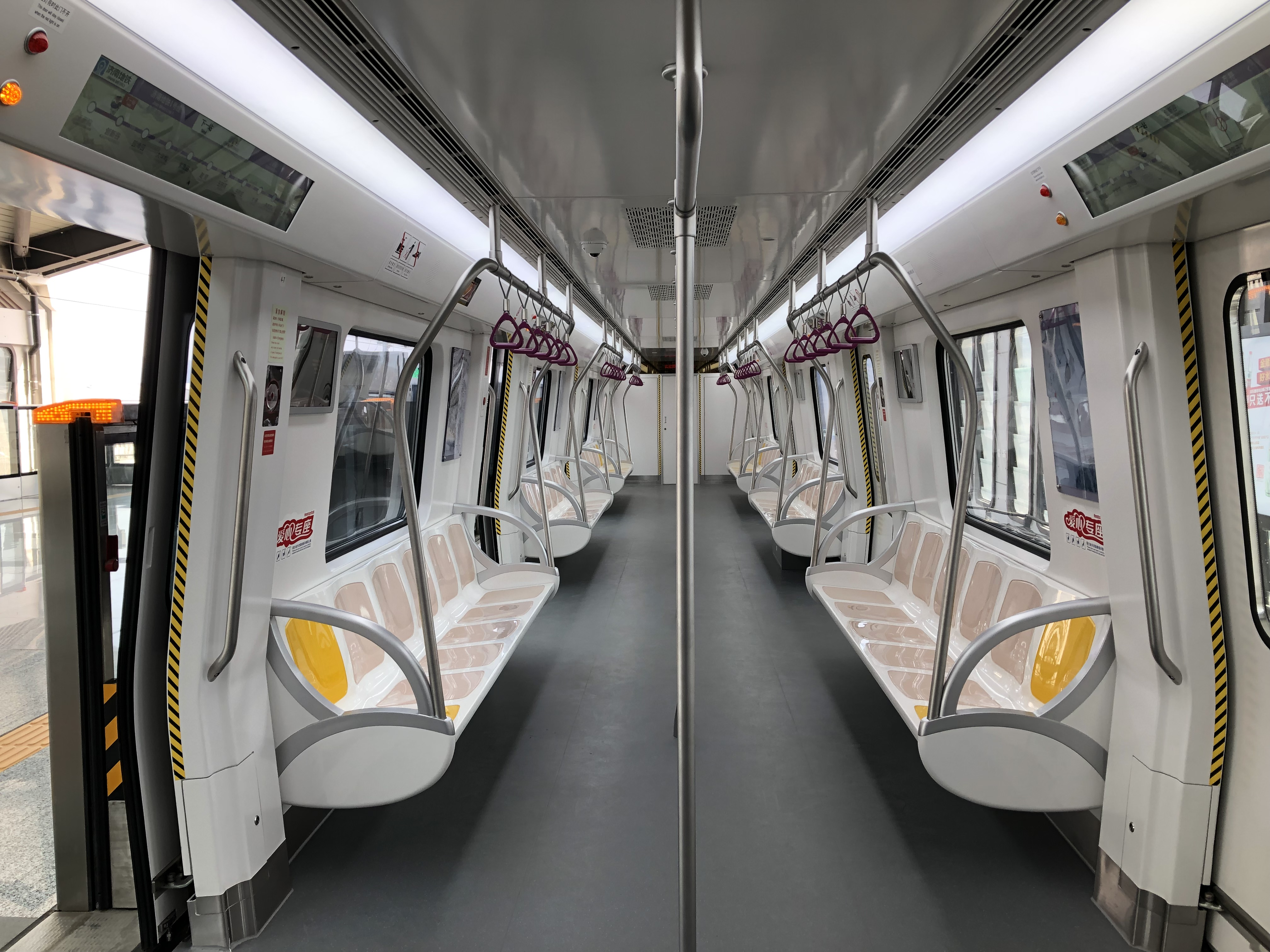
Всередині вагону